# Christian Eichner
Christian Eichner (* 24. November 1982 in Sinsheim) ist ein deutscher Fußballtrainer und ehemaliger -spieler.

## Karriere

### Spieler
Der Abwehrspieler spielte bis zur C-Jugend beim FVS Sulzfeld und wechselte anschließend zum Karlsruher SC. Dort durchlief er die Nachwuchsmannschaften, bis er 2005 in den Profikader aufrückte. In der Saison 2005/06 stand Eichner in allen 34 Zweitligaspielen in der Startelf und verpasste nur 40 Spielminuten seiner ersten Profisaison. In der darauffolgenden Spielzeit war er ein ebenso wichtiger Bestandteil der Mannschaft und stieg am Saisonende in die Bundesliga auf. Sein erstes Pflichtspieltor für den KSC erzielte Eichner im September 2007 beim Bundesligaspiel in Wolfsburg. Seine langjährige Vereinstreue und seine hohe Lauf- und Kampfbereitschaft machten ihn zu einem der Publikumslieblinge beim Karlsruher SC. Als er mit dem KSC in der Saison 2008/09 aus der Bundesliga abstieg, verließ er den Verein dank einer Vertragsklausel ablösefrei.
Am 27. Mai 2009 unterschrieb Eichner einen bis Juni 2011 datierten Vertrag bei der TSG 1899 Hoffenheim. Sein einziges Tor für die TSG erzielte er am 10. Spieltag der Saison 2009/10 gegen den 1. FC Nürnberg zum 1:0 (Endstand: 3:0). Im Januar 2011 wechselte er zum 1. FC Köln. Dort unterschrieb er einen bis zum 30. Juni 2011 datierten Vertrag, den er im April 2011 bis 2013 verlängerte. Nach Auslaufen seines Vertrages nach der Saison 2012/13 verließ er den Verein. Nach einer gescheiterten Rückkehr zu seinem Heimatverein Karlsruher SC im Sommer 2013 wurde er zunächst vereinslos und hielt sich beim Oberligisten TSV Grunbach fit.
Nach einem halben Jahr schloss er sich am 1. Februar 2014 dem MSV Duisburg in der dritten Liga an. Sein bis Sommer 2014 laufender Vertrag wurde, auch wegen einer schweren Meniskusverletzung, nicht verlängert. Er beendete wegen dieser Verletzung im Januar 2015 seine Karriere.

### Trainer
Im April 2017 wurde Eichner unter Marc-Patrick Meister Co-Trainer des Karlsruher SC, nachdem er zuvor bereits dessen Co-Trainer bei der U-17 des KSC gewesen war. Am 20. August 2017 übernahm Eichner gemeinsam mit Zlatan Bajramović interimsweise den Posten als Cheftrainer, unter Alois Schwartz blieb er danach weiterhin Co-Trainer.
Nach dessen Freistellung im Februar 2020 übernahm Eichner das Amt des Cheftrainers. Zu diesem Zeitpunkt stand die Zweitligamannschaft nach dem 20. Spieltag der Saison 2019/20 mit 20 Punkten auf dem Platz 17. Am vorletzten Spieltag stand der KSC auf dem Relegationsplatz und erreichte durch einen Sieg noch den direkten Klassenerhalt. Im Anschluss erhielt Eichner einen bis Juni 2022 laufenden Cheftrainervertrag, dessen Laufzeit Anfang Oktober 2021 bis 2025 und im November 2024 bis Sommer 2027 verlängert wurde.

## Privates
Seit 2005 studierte Eichner Mathematik, Ethik und Geographie an der Pädagogischen Hochschule Karlsruhe, schloss das Grundstudium ab und absolvierte alle notwendigen Praktika. 
Durch die Fußballkarriere konnte er dies nicht weiterverfolgen. Seit einiger Zeit absolviert Eichner ein Fernstudium im Bereich Sportmanagement.
Eichner ist seit 2011 mit einer Lehrerin verheiratet und Vater einer Tochter.

## Erfolge
- 2007 – Aufstieg in die Bundesliga mit dem Karlsruher SC